# Kuang Dalam Timur
Kuang Dalam Timur is een bestuurslaag in het regentschap Ogan Ilir van de provincie Zuid-Sumatra, Indonesië. Kuang Dalam Timur telt 1497 inwoners (volkstelling 2010).